# Resolució 1534 del Consell de Seguretat de les Nacions Unides
La Resolució 1534 del Consell de Seguretat de les Nacions Unides fou adoptada per unanimitat el 26 de març de 2004. Després de recordar les resolucions 827 (1993), 955 (1994), 978 (1995), 1165 (1998), 1166 (1998) i 1329 (2000), 1411 (2002), Resolució 1431 (2002) i Resolució 1481 (2003) el Consell va demanar al Tribunal Penal Internacional per a l'antiga Iugoslàvia (TPIAI) i al Tribunal Penal Internacional per a Ruanda (TPIR) que completessin totes les activitats judicials cap a la fi de 2008.

## Resolució

### Observacions
El Consell de Seguretat va elogiar el progrés realitzat pels dos tribunals per contribuir a la pau i la seguretat a l'antiga Iugoslàvia i a Ruanda. Va preveure, d'acord amb la Resolució 1503 (2004), la finalització de les investigacions del TPIAI i TPIR fins a 2004, judicis per la fi de 2008 i tots els treballs realitzats el 2010. Hi havia preocupació perquè no es podrien implementar les estratègies de finalització per a tots dos tribunals.

### Actes
Actuant amb el Capítol VII de la Carta de les Nacions Unides, el Consell va demanar a tots els estats, en particular a Bòsnia i Hercegovina, Croàcia, Sèrbia i Montenegro i la República Srpska a Bòsnia i Hercegovina a cooperar amb el TPIAI pel que fa a Radovan Karadžić, Ratko Mladić i Ante Gotovina. Mentrestant, es va demanar a la República Democràtica del Congo, Kenya, Ruanda i la República del Congo, entre altres estats, que cooperin amb el TPIR pel que fa a Félicien Kabuga i l'Exèrcit Patriòtic Ruandès. El Consell, fent èmfasi en la importància d'implementar les estratègies de finalització, va demanar als fiscals que revisessin llurs casos oberts i determinessin quins casos podien seguir i quins podien ser desviats a les jurisdiccions nacionals, tot i prioritzant els judicis d'alts líders. Es va demanar a ambdós tribunals que informessin cada sis mesos sobre el progrés cap a la implementació de les estratègies de finalització.
La resolució va elogiar els països que havien conclòs acords per fer complir les sentències de les persones condemnades pel TPIAI i el TPIR i va animar els altres a fer-ho. Va assenyalar que l'enfortiment dels sistemes judicials nacionals era crucial per a l'aplicació de les estratègies de finalització. Finalment, el Consell va acollir amb beneplàcit els esforços per establir una cambra de crims de guerra a Sarajevo, Bòsnia i Hercegovina i garantir l'èxit de les investigacions internes al país.